# خانواده بیکر
خانواده بیکر (انگلیسی: Baker family) متشکل از شخصیت‌های خیالی است که در مجموعه بازی‌های ویدیویی رزیدنت ایول کپ‌کام حضور دارند. اولین حضورشان در رزیدنت ایول ۷: بایوهازارد است و اعضای اصلی خانواده آن یک خانواده هسته‌ای متشکل از زوج متأهل جک و مارگاریت و دو فرزند بزرگسالشان، لوکاس و زوئی هستند. خانواده بیکر با الهام از شخصیت‌های فیلم‌های مهم ترسناک مانند درخشش، مرده شریر و کشتار با اره‌برقی در تگزاس خلق شده‌است. بیکر در املاک بایو خود در کلیسای خیالی دالوی در ایالت لوئیزیانا، ایالات متحده زندگی می‌کنند. در روایت بازی، آنها تحت تأثیر Eveline، موجود مهندسی بیولوژیکی هستند که خود را در خانواده بیکر «پذیرفته» و بیشتر آنها را به آنتاگونیست‌های دیوانه و آدم‌کش قبل از حوادث رزیدنت ایول ۷ تبدیل کرده‌است.